# Alleniella remota
Alleniella remota là một loài rêu trong họ Neckeraceae. Loài này được (Bruch & Schimp. ex Müll. Hal.) S. Olsson, Enroth & D. Quandt mô tả khoa học đầu tiên năm 2011.